# Vanderson
Vanderson de Oliveira Campos (Rondonópolis, Brasil, 21 de junio de 2001) es un futbolista brasileño. Juega de defensa y su equipo es el A. S. Monaco de la Ligue 1 de Francia.

## Trayectoria
Vanderson comenzó su carrera en el Grêmio. Debutó en la Serie A el 28 de noviembre de 2020 ante Atlético Goianiense.
El 1 de enero de 2022 fichó por el A. S. Monaco de la Ligue 1 de Francia.

## Estadísticas

### Clubes
Actualizado al último partido disputado el 17 de mayo de 2025.
| Club                 | Div.          | Temporada     | Liga  | Liga  | Liga estatal | Liga estatal | Copas nacionales | Copas nacionales | Copas internacionales | Copas internacionales | Total | Total |
| Club                 | Div.          | Temporada     | Part. | Goles | Part.        | Goles        | Part.            | Goles            | Part.                 | Goles                 | Part. | Goles |
| -------------------- | ------------- | ------------- | ----- | ----- | ------------ | ------------ | ---------------- | ---------------- | --------------------- | --------------------- | ----- | ----- |
| Grêmio · Brasil      | 1.ª           | 2020          | 5     | 1     | 0            | 0            | 2                | 0                | —                     | —                     | 7     | 1     |
| Grêmio · Brasil      | 1.ª           | 2021          | 30    | 3     | 12           | 1            | 5                | 0                | 5                     | 0                     | 52    | 4     |
| Grêmio · Brasil      | Total club    | Total club    | 35    | 4     | 12           | 1            | 7                | 0                | 5                     | 0                     | 59    | 5     |
| A. S. Monaco Francia | 1.ª           | 2021-22       | 17    | 2     | —            | —            | 3                | 0                | 2                     | 0                     | 22    | 2     |
| A. S. Monaco Francia | 1.ª           | 2022-23       | 31    | 1     | —            | —            | 0                | 0                | 8                     | 0                     | 39    | 1     |
| A. S. Monaco Francia | 1.ª           | 2023-24       | 20    | 3     | —            | —            | 3                | 0                | —                     | —                     | 23    | 3     |
| A. S. Monaco Francia | 1.ª           | 2024-25       | 29    | 1     | —            | —            | 3                | 1                | 9                     | 0                     | 41    | 2     |
| A. S. Monaco Francia | Total club    | Total club    | 97    | 7     | 0            | 0            | 9                | 1                | 19                    | 0                     | 125   | 8     |
| Total carrera        | Total carrera | Total carrera | 132   | 11    | 12           | 1            | 16               | 1                | 24                    | 0                     | 184   | 13    |

## Palmarés

### Títulos estatales
| Título            | Club   | Estado             | Año  |
| ----------------- | ------ | ------------------ | ---- |
| Campeonato Gaúcho | Grêmio | Río Grande del Sur | 2021 |